# Dissopsalis
Діссопсаліси (Dissopsalis) — рід вимерлих хижих ссавців родини гієнодонті ряду креодонтів. Відомі два види.
Старіший, Dissopsalis pyroclasticus, зустрічався в середньому міоцені на території сучасної Кенії. Пізніший вид, Dissopsalis carnifex, жив в середньому та пізньому міоцені. Його останки були знайдені в Азії: у Пакистані та в деяких регіонах від Індії до Китаю.
Діссопсаліси — найпізніший з відомих родів креодонтів. На території сучасного Китаю в міоцені співіснували з Hyaenodon weilini, представником дуже успішного роду гієнодонів. У середині міоцену гієнодони вимерли, тоді як діссопсаліси продовжували існувати до пізнього міоцену.